# Akumulátor
Akumulátor je technické zařízení na opakované uchovávání energie, obvykle elektrické. Akumulátor je sekundární článek, který je potřeba nejdříve nabít a teprve potom je možné jej použít jako zdroj energie. Na rozdíl od sekundárních článků (akumulátorů) primární články dodávají energii ihned po svém sestavení a zpravidla je není možné dobíjet, například zinkouhlíkové baterie.

## Akumulace energie
Akumulace energie znamená shromažďování, uchovávání, skladování energie. Díky akumulaci je možné vyrobenou energii zužitkovat později. Jinými slovy –⁠ akumulace umožňuje, aby byl čas spotřeby energie nezávislý na čase výroby energie. K hlavním výhodám akumulace patří zvýšení využitelnosti vyrobené energie, a tudíž finanční úspora.
U fotovoltaických systémů se uplatňuje akumulace do baterií nebo akumulace do vody. U tepelného čerpadla se využívá akumulační zásobník na ohřev vody.

## Akumulátor elektrické energie
Akumulátory elektrické energie pracují na různých principech například tepelná, chemická či jiná akumulace energie. Nejznámější je průmyslový princip akumulace energie do potenciální energie vody v přečerpávacích elektrárnách. V případě, že elektřina slouží k výrobě tepla, dá se akumulovat i vytvořené teplo. Na tomto principu jsou založena akumulační kamna nebo bojler.
V roce 1992 se považovalo za nejdůležitější 5 základních druhů akumulátorů elektrické energie:
- chemická nebo elektrochemická akumulace
- tepelná akumulace
- mechanická akumulace
- elektromagnetická akumulace
- kvantitativní akumulace (v české elektroenergetické terminologii se v tomto případě nehovoří o "akumulaci energie", ale používá se termín "zásoby paliv").

### Elektrochemický akumulátor

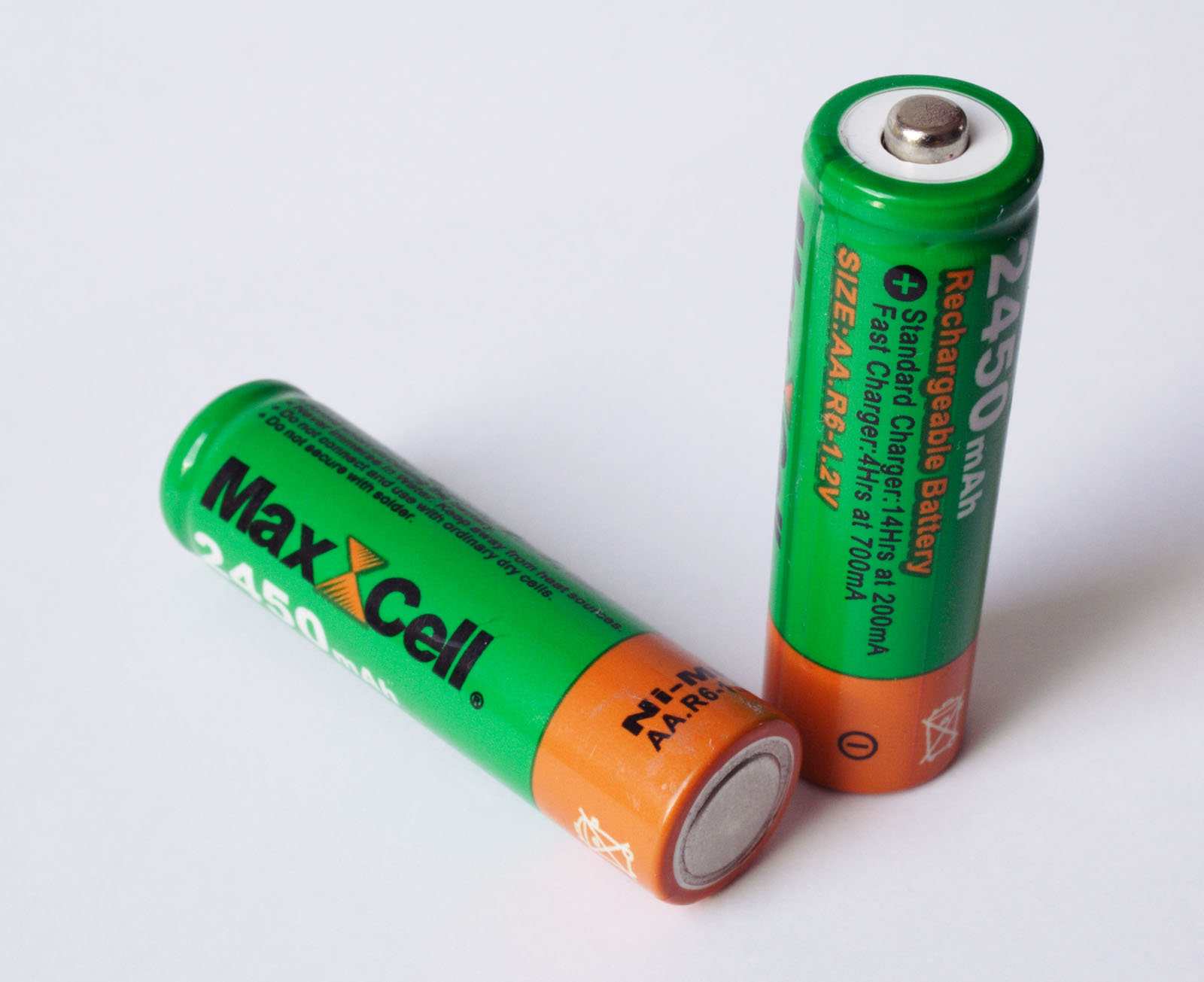
Ni-MH akumulátory velikosti AA

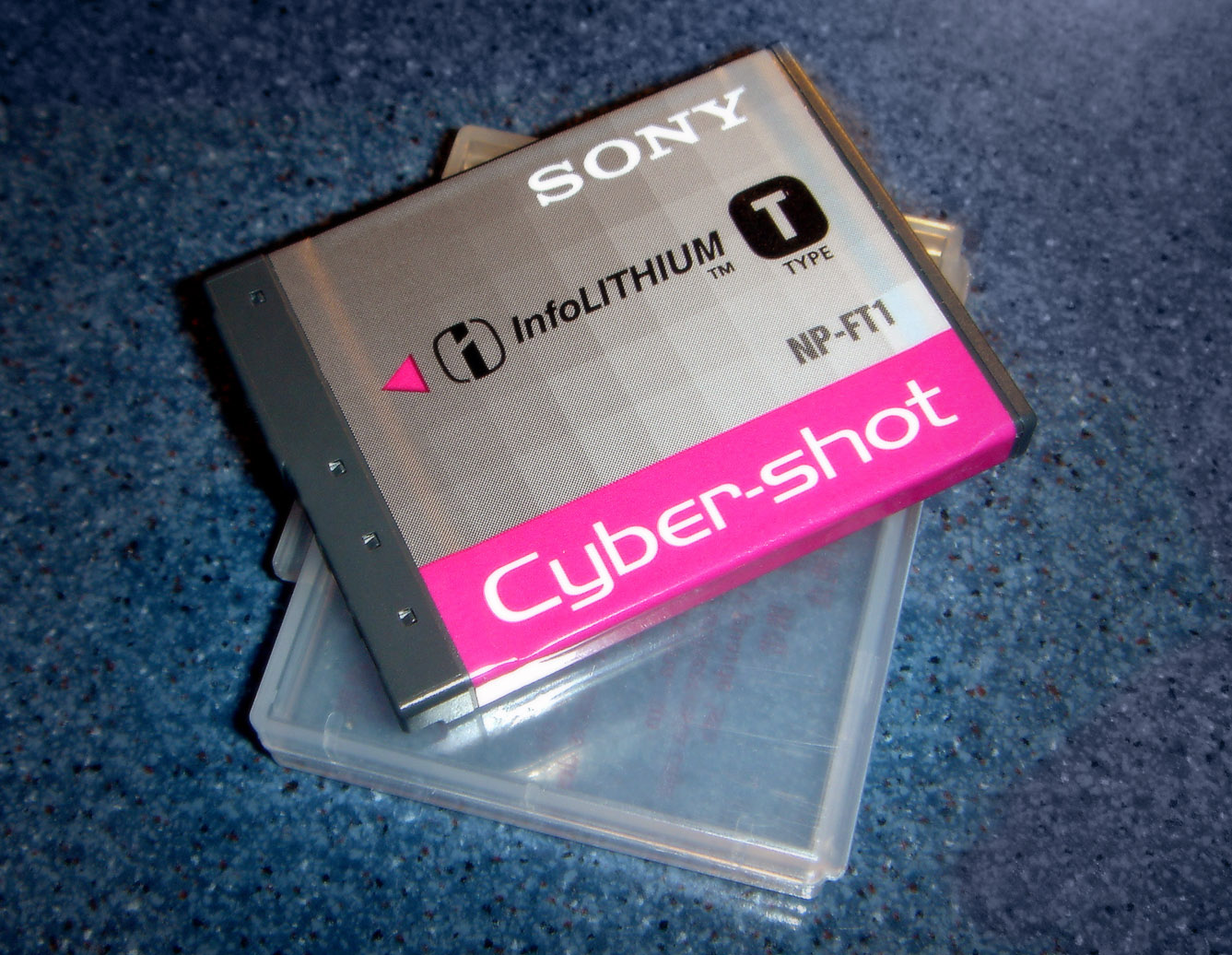
Li-ion lithium iontový

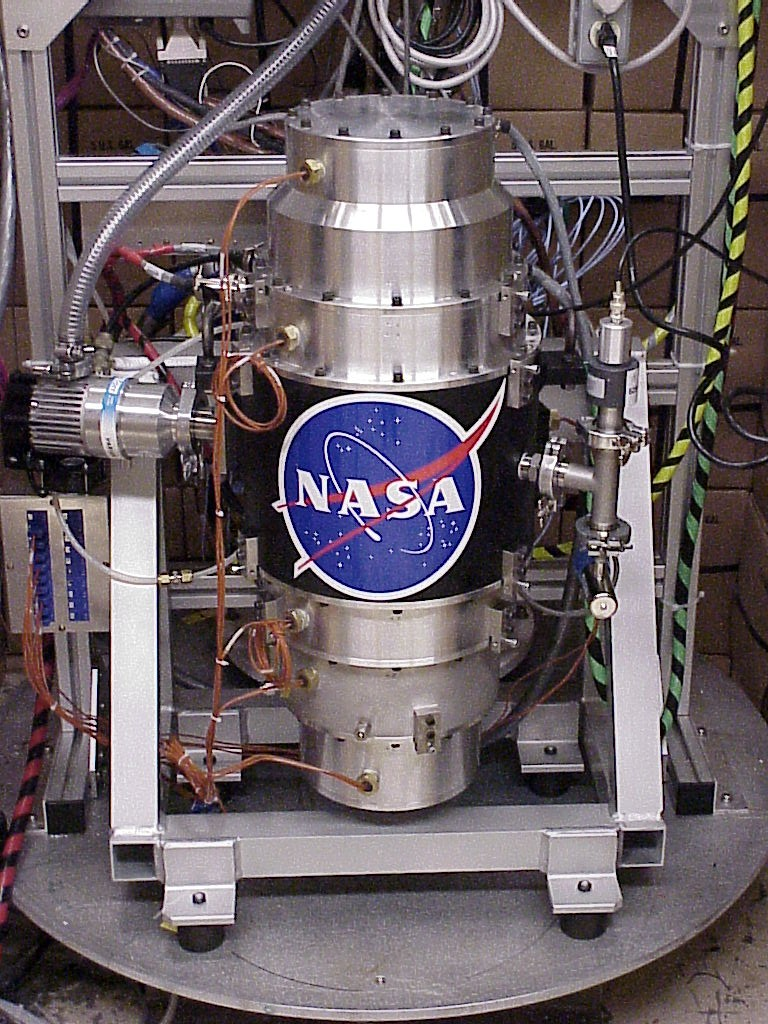
NASA G2 akumulátor kinetické energie (setrvačník, flywheel energy storage)

Nejběžnější typy akumulátorů jsou založeny na elektrochemickém principu. Elektrochemické akumulátory využívají přeměnu elektrické energie na energii chemickou, kterou je možno v případě potřeby transformovat zpět na elektrickou energii.

#### Princip
Procházející proud v elektrochemickém akumulátoru vyvolá vratné chemické změny, které se projeví rozdílným elektrochemickým potenciálem na elektrodách. Z elektrod se pak dá čerpat na úkor těchto změn elektrická energie zpět. Protože jsou napětí na článcích elektrochemických akumulátorů relativně malá (okolo 1,2–3,7 V), jsou tyto články také sdružovány do akumulátorových baterií pro dosažení vyššího napětí.

#### Rozdělení elektrických akumulátorů

##### Podle typu elektrolytu
- s kyselým elektrolytem
- se zásaditým elektrolytem
- s bezvodým elektrolytem

##### Podle skupenství elektrolytu
- s pevným elektrolytem (např. Li-FePO4)
- s tekutým nebo gelovým elektrolytem (např. NiCd, NiMH, Li-ion, Li-Pol)

##### Podle provedení
- otevřené
- uzavřené (též hermetické nebo řidčeji plynotěsné)

##### Podle principu
- Olověný (Pb)
- Nikl-kadmiový (NiCd)
- Nikl-metal hydridový (NiMH)
- Nikl-železný (Ni-Fe)
- Nikl-zinkový (Ni-Zn)
- Stříbro-zinkový
- Lithium-iontový (Li-ion)
- Lithium-polymerový (Li-Pol)
- Lithium-železo-fosfátový akumulátor (Li-FePO4)
- Sodík-iontový
- Sodíkovo-sírový (Na-S)
- Sodíkovo-chlorid nikelnatý (Na-NiCl2)
- Alkalický (RAM)
- ostatní

##### Podle použití
- průmyslové akumulátory
  - standardní aplikace
  - vojenské aplikace
  - pro vysoké odběrové proudy
  - rychlonabíjecí
  - pro trvalé dobíjení
  - pro vysoké teploty
  - s MBU (Memory Back-up)

##### Podle tvaru
- válcové (tužkové)
  - AA AA (½AA AA)
  - A AA (⅓A AA, ½A AA, ⅔A AA, A AA, 5/4A AA, 5/3A AA)
  - AA (⅓AA, ½AA, ⅔AA, AA, 5/4AA)
  - A (⅔A, 4/5A, A, 4/3A)
  - ostatní válcové (A f, Cs, C, D, F, SF, N…)
- prizmatické
  - malé prizmatické
- diskové (knoflíkové)
  - podle průměru (např. ⌀ 6,8 mm, ⌀ 11,5 mm, ⌀ 15,5 mm, ⌀ 25 mm, …)
  - oválné
- hranolovité (+ jejich sestavy)

##### Podle technologie výroby
- stáčené desky (sintrované, plastem pojené, kombinované)
- ploché desky (lisované, sintrované, plastem pojené, kombinované)

#### Životnost
Životnost většiny elektrochemických akumulátorů se pohybuje řádově ve stovkách nabíjecích/vybíjecích cyklů; např. NiMH akumulátory 1000–2000 cyklů nebo Ni-Zn 100-500 cyklů. Po tuto dobu postupně klesá kapacita akumulátoru (tj. celkový náboj, který je při plném nabití schopen pojmout - odlišné od veličiny elektrická kapacita) kvůli chemické korozi jeho elektrod. Životnost je značně ovlivněna způsobem vybíjení a nabíjení a také provozní teplotou. U elektromobilů je pak z hlediska životnosti baterie lepší účinnější chlazení vodou než vzduchem.
Do roku 2024 firma Google garantovala pro akumulátor mobilního telefonu 80 % původní kapacity po 800 nabíjecích cyklech. Od roku 2024 byla garance zvýšena na 1000 plných nabíjecích cyklů.

#### Úroveň nabití
Úroveň nabití akumulátoru lze měřit několika způsoby:
- coulomb counting – (doslova počítání elektronů) vyžaduje neustálou kalibraci na plně nabitý stav (s časem a opotřebením akumulátoru se snižuje), při vybíjení se tento ukazatel v nižších hodnotách rychleji snižuje (protože klesá napětí článku a tím se zvyšuje tekoucí proud)
- množství zbývající energie – kromě měření prošlého náboje bere v úvahu i napětí článku, takže přesněji ukazuje množství zbývající uložené energie
- podle napětí článku – nejjednodušší metoda, je však ovlivněna okolní teplotou a nebere ohled na opotřebení baterie ani její vnitřní odpor (je často využívána pro signalizaci několika málo stavů: nabitá, částečně nabitá, vybitá)

#### Využití
Akumulátory se využívají v mnoha složitějších strojích jako pomocný zdroj energie. Olověné akumulátory jsou součástí prakticky každého automobilu jako zdroj pro startér. Akumulátory pohání klasické ponorky, jsou prováděny i pokusy s pohonem mnoha dalších dopravních prostředků. Elektromobily zatím obyčejné automobily nenahradily, ale jako golfové vozíky nebo akumulátorové vozíky na nádražích a ve skladových areálech se užívají již desítky let. Důležité je i využití ve spotřební elektronice. Je jimi vybaven například notebook nebo mobilní telefon. Akumulátor je součástí nepřerušitelného zdroje energie – UPS. Akumulátory jsou také součástí nouzových svítidel. Nouzová svítidla zajišťují osvětlení při výpadku dodávek elektrické energie. U tramvají zajišťují akumulátory takzvaný nouzový pojezd - při průjezdu mycí linkou není normální napájení z troleje možné.

#### Vývoj
Nově se například vyvíjejí akumulátory na bázi iontů hořčíku (Mg-ion), vylepšování Li-ion.

## Akumulátor tepelné energie
Tepelné akumulátory akumulují energii ve formě tepla, představují většinou speciální zařízení nebo jsou součástí technologických celků (například teplovody), které umožňují využít akumulované tepelné energie pro přeměnu na jiný druh energie (obvykle elektrické).

## Akumulátor mechanické energie

Průřez vodní elektrárnou

Mechanické akumulátory akumulují mechanickou energii. Mechanické akumulátory jsou zařízení, která využívají potenciální energie nebo kinetickou energii a umožňují přeměnu těchto energií na jinou formu vhodnější pro praktické využití.
V elektroenergetice se tohoto způsobu akumulace energie využívá u akumulačních vodních elektráren a rovněž u přečerpávacích vodních elektráren. Akumulační vodní elektrárny pracují jen na principu mechanické akumulace. Přečerpávací vodní elektrárny využívají přeměnu elektrické energie na energii potenciální, která ji v případě potřeby mění zpět na elektrickou energii.
Další formou mechanické akumulace energie jsou zásobníky stlačeného vzduchu (plynu). Na jejich principu fungovala například pneumatická tramvaj. Na využití kinetické energie pracují "setrvačníky", jejich praktické uplatnění bylo v roce 1992 ve fázi výzkumu.

### Elektromagnetický akumulátor
Elektromagnetické akumulátory jsou založeny na akumulování energie formou elektromagnetického pole kolem supravodivých vodičů. Tento způsob akumulace energie je předmětem intenzivního výzkumu, v běžné praxi není využíván.